# الجمعية الرياضية النسائية بمنزل بورقيبة
الجمعية الرياضية النسائية بمنزل بورقيبة، هو فريق تونسي لكرة قدم النسائية تأسس سنة 2019 في مدينة منزل بورقيبة، ولاية بنزرت، يلعب هذا الفريق في الرابطة التونسية المحترفة لكرة القدم للسيدات في موسم 2022–23.

## الهيئة المديرة
تركيبة الهيئة المديرة للجمعية الرياضية النسائية بمنزل بورقيبة
| الإسم                                                     | الخطة        |
| محمد علي النالتي                                          | الرئيس       |
| هدى بالخامسة                                              | نائب الرئيس  |
| كمال الخياري                                              | الكاتب العام |
| سامي بن سالم                                              | أمين المال   |
| أمال القباني فوزي زيود ندى البجاوي لطفي بعننو وفاء العجمي | الأعضاء      |

## وصلات خارجية
- الموقع الرسمي للجامعة التونسية لكرة القدم.